# 茂虎屬
茂虎屬 （Maofelis）是一種已滅絕的基底獵貓科成員，生存於始新世晚期，化石發現於中國廣東省的油柑窩組。

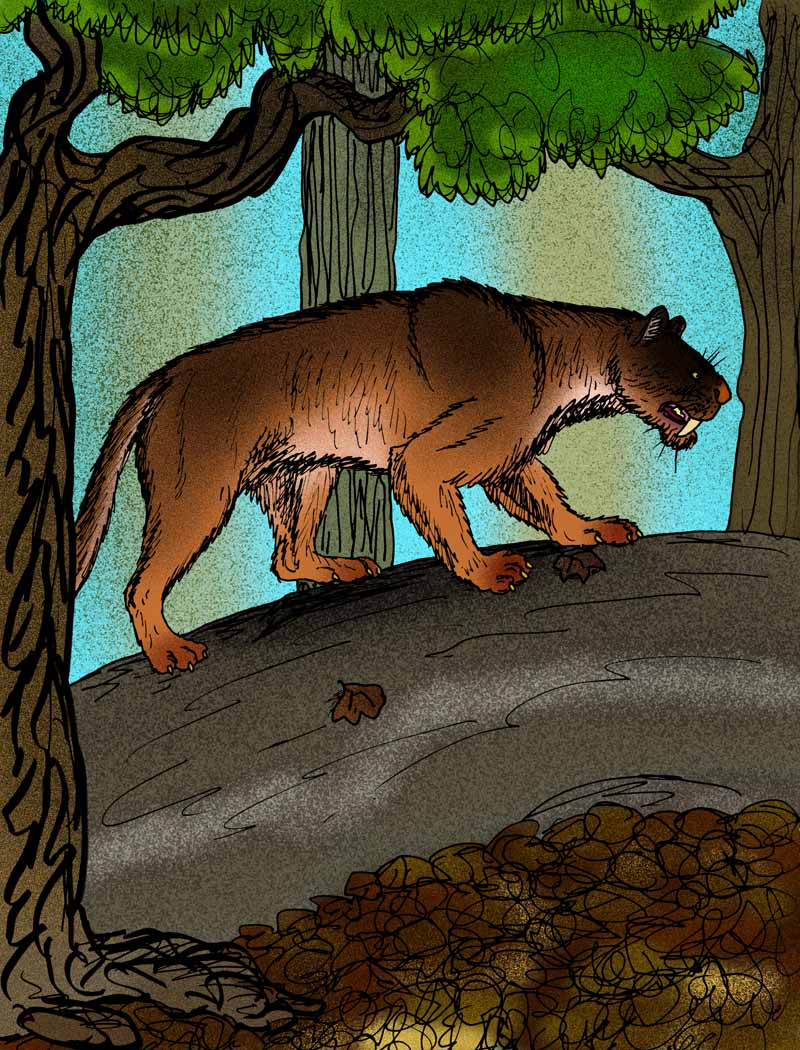
廣東茂虎的復原圖